# Farmacosiderite
La farmacosiderite è un minerale, un arseniato basico e idrato di potassio e ferro, appartenente al gruppo omonimo.
Il nome deriva dal greco φὰρμακον = veleno e σίδερον = ferro, potente veleno per il contenuto in arsenico.
Descritta per la prima volta da Johann Friedrich Ludwing Hausmann (22 febbraio 1782 - 26 dicembre 1859), mineralogista tedesco, nel 1813.

## Abito cristallino
In cubi e tetraedri di forma granulare con facce striate diagonalmente.
Terroso, in blocchi o in cristalli grossolani.

## Origine e giacitura
L'origine è secondaria, sia nei processi idrotermali, sia più frequentemente come prodotto di alterazione di arsenopirite e di altri minerali di arsenico. La paragenesi è con scorodite, arsenopirite, eritrite, beudantite, limonite, pitticite, simplesite e arseniosiderite.
Il minerale si trova nel cappello dei giacimenti metalliferi di nuovo come alterazione dell'arsenopirite e comunque nelle zone di ossidazione di minerali di arsenico.

## Forma in cui si presenta in natura
Oltre che in cristalli cubici o granulari, viene ritrovata anche in masse terrose.

## Caratteri fisico-chimici
È settile (facilmente tagliabile in sottili lamine). Solubile in acido cloridrico; in tubo chiuso dà H2O e assume una colorazione giallo intensa. Fonde alla fiamma, formando una perla magnetica; in ammoniaca prende la colorazione rossastra, ma ritorna al suo colore originale se passata in acido cloridrico diluito.

Inoltre il minerale è debolmente piroelettrico e piezoelettrico.
- Peso molecolare: 873,38 grammomolecole[1]
- Fluorescenza: assente[1]
- Tenacità: malleabile[2]
- Indice di elettroni: 2, 77 g/cm³[1]
- Indici quantici[1]:
  - Fermioni: 0,005633139
  - Bosoni: 0,994366861
- Indici di fotoelettricità[1]:
  - PE: 25,35 barn/elettroni
  - ρ: 70,15 barn/cm³
- Indice di radioattività: GRapi = 62,69 (Concentrazione di Farmacosiderite per unità GRapi: 1,60&; Radioattività stimata per la farmacosiderite - a malapena rilevabile)[1]

## Località di ritrovamento
A Bad Lobenstein, in Turingia e in altre località tedesche: Spessart e Saubach; a Novà Bana, nella Repubblica Slovacca; a Gold Hill, nello Utah; a Majuba Hill, nel Nevada; a Liskeard, a Redruth ed a Calstock in Cornovaglia; a Mouzaia in Algeria.
In Italia in cristalli nitidi verde bruno si trova in Valsassina, in provincia di Como; raramente rinvenuta nelle fessure dell'arenaria di Calafuria ed a Castiglioncello presso Livorno; cristalli cubici verde oliva sono stati trovati nella limonite della miniera di "Capo Bianco", nel comune di Porto Azzurro, dell'isola d'Elba; infine nella miniera di Riu Planu is Castangias, a Gonnosfanadiga, in provincia di Cagliari.